# King & Prince First DOME TOUR 2022 〜Mr.〜
『King & Prince First DOME TOUR 2022 〜Mr.〜』（キング アンド プリンス ファースト ドーム ツアー 2022 ミスター）は、日本の男性アイドルグループKing & Prince初の全国ドームツアーである。
2022年4月2日の福岡PayPayドームよりスタートし、同年5月15日のバンテリンドーム ナゴヤでの公演をもって幕を閉じる、4会場10公演というツアーとなる。

## 日程
公演日時・会場
- 4月2日・4月3日- 福岡PayPayドーム
  - 第1部 18:00 -
- 4月8日・4月9日・4月10日- 京セラドーム大阪
  - 第1部 18:00 -
- 4月16日・4月17日・4月18日 - 東京ドーム
  - 第1部 18:00 -
- 5月14日・5月15日 - バンテリンドーム ナゴヤ
  - 第1部 18:00 -